# Fernando Amorsolo
Fernando Amorsolo, né le 30 mai 1892 à Manille et mort le 24 avril 1972 à Quezon City, était un peintre philippin. Il a peint des portraits et des paysages représentant les milieux ruraux.
Reconnu artiste national des Philippines, il est connu pour sa technique de rendu de la lumière.
Fernando Cueto Amorsolo était l'un des artistes les plus importants de l'histoire de la peinture aux Philippines. Amorsolo était un portraitiste et peintre de paysages ruraux philippins. Il est  connu pour son savoir-faire et sa maîtrise de l'utilisation de la lumière. Après avoir obtenu son diplôme. Amorsolo crée son propre atelier  à Manille et peint beaucoup dans les années 1920 et 1930. Son "Rice Planting" (1922), qui figurait sur des affiches et des brochures touristiques, est devenu l'une des images les plus populaires des Philippines.
À partir des années 1930, le travail d'Amorsolo est largement exposé aux Philippines et à l'étranger. Ses images pastorales lumineuses, optimistes donnent le ton de toute  la peinture philippine d'avant la Seconde Guerre mondiale.
À l'exception de ses peintures plus sombres de la Seconde Guerre mondiale, Amorsolo a peint des scènes calmes et paisibles tout au long de sa carrière.
Amorsolo était apprécié par des Philippins influents, dont Luis Araneta, Antonio Araneta et Jorge B. Vargas. Amorsolo est également devenu l'artiste philippin préféré des responsables américains et des visiteurs du pays. En raison de sa popularité, il  photographiait  ses œuvres et les  collaient en album pour créer un catalogue de modèles . Les futurs acheteurs pouvaient alors choisir leur dans ce catalogue. Amorsolo ne créait des répliques  de ses thèmes de prédilection tout en variant certains éléments.
Ses œuvres sont apparues plus tard sur la couverture et les pages de manuels pour enfants, dans des romans, dans des dessins commerciaux, dans des dessins animés et des illustrations pour les publications philippines telles que The Independent, Philippine Magazine, Telembang, El Renacimiento Filipino et Excelsior.
Il a été directeur du Collège des beaux-arts de l'Université des Philippines de 1938 à 1952.
De 1950 jusqu'à sa mort en 1972, Amorsolo a peint  en moyenne 10 tableaux par mois.
Cependant, au cours de ses dernières années, le diabète, les cataractes, l'arthrite, les maux de tête, les étourdissements et la mort de deux fils ont affecté l'exécution de ses travaux.
Après une hospitalisation de deux mois  à Quezon, Amorsolo décédé à l'âge de 79 ans le 24 avril 1972.
Le volume de peintures, de croquis et d'études d'Amorsolo  atteint plus de 10 000 pièces.
Amorsolo a eu une influence importante sur l'art et les artistes philippins contemporains. L'influence d'Amorsolo est visible dans de nombreux paysages d'artistes philippins, y compris les premières peintures de paysages du peintre abstrait Federico Aguilar Alcuaz.
En 2003, les enfants d'Amorsolo ont fondé la Fernando C. Amorsolo Art Foundation, qui se consacre à la préservation de son héritage, à la promotion de son style et de sa vision, et à la préservation d'un patrimoine national.

## Sources
- (en) « Fernando Amorsolo », National Commission of Culture and the Arts, 1er juin 2015.
- (en) Alfredo R. Roces, Amorsolo, 1892-1972, Filipinas Foundation, 1975.